# ジミー・ガロポロ
ジェームズ・リチャード・ガロポロ（James Richard Garoppolo, 1991年11月2日 - ）は、アメリカ合衆国イリノイ州アーリントンハイツ出身のプロアメリカンフットボール選手。NFLのロサンゼルス・ラムズに所属している。ポジションはクォーターバック。

## 経歴

### プロ入り前
1991年、イリノイ州アーリントンハイツに三男として生まれる。イリノイ州のローリング・メドーズ高校卒業後、2010年から2013年までイースタン・イリノイ大学でプレーする。1年目は8試合に先発出場し、パス1,639ヤード、14タッチダウンを記録。その後スターターに定着し、2年目の2011年はパス2,644ヤード・20タッチダウン、2012年はパス3,823ヤード・31タッチダウン、2013年はパス5,050ヤード・53タッチダウンを記録し、トニー・ロモ（大学卒業後ダラス・カウボーイズに所属）が保持していたイースタン・イリノイ大学の記録を更新した。大学4年目にウォルター・ペイトン賞を受賞した。

### ドラフト
2014年のNFLドラフトで、ニューイングランド・ペイトリオッツから2巡目全体62番目で指名を受ける。

### ニューイングランド・ペイトリオッツ

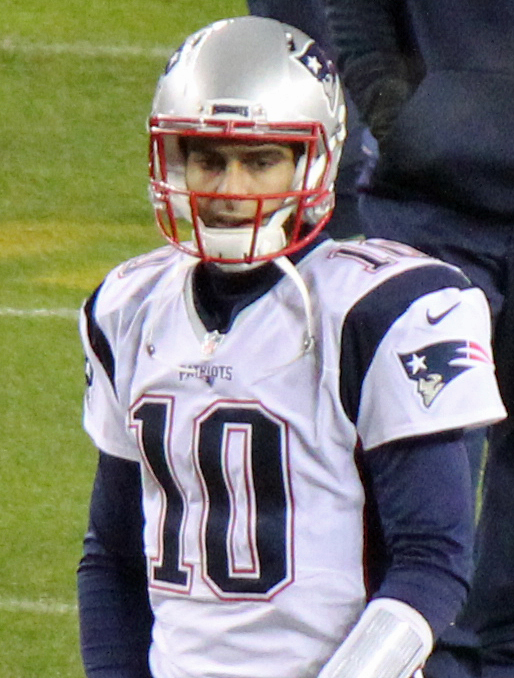
ペイトリオッツ時代のガロポロ（2015年）

#### 2014年シーズン
2014年シーズンは、第4週のマンデーナイトフットボール（9月29日）、カンザスシティ・チーフス戦で、ロードのペイトリオッツが劣勢となっていた第4クォーターでNFL初出場を果たし、タイトエンド (TE) のロブ・グロンコウスキーへの13ヤード・パスを成功させるなどした。この試合でガロポロはパス7回中6回（70ヤード）に成功し、1タッチダウン、パサーレイティング147.9を記録した。
ルーキーイヤーのこの年は計6試合に出場し、シーズン成績はパス27回中19回（182ヤード）に成功、1タッチダウン、パサーレイティング101.2だった。
このシーズン、ペイトリオッツは第49回スーパーボウルを制覇した。

#### 2015年シーズン
2015年シーズンは5試合に出場し、パス4回中1回（6ヤード）成功した。

#### 2016年シーズン
ペイトリオッツの先発クォーターバック (QB) トム・ブレイディに開幕4試合の出場停止処分が下され、ガロポロが代わりに先発を務めることとなった。第1週のアリゾナ・カーディナルス戦ではパス33回中24回に成功、パス264ヤード、1タッチダウンを記録し、勝利に貢献した（23対21）。第2週のマイアミ・ドルフィンズ戦ではパス234ヤードを獲得、3タッチダウンを果たすも、第2クォーターで肩を負傷し降板した。その後の2試合には負傷により出場できなかった。第5週からはブレイディが先発クォーターバックを務め、このシーズン、ペイトリオッツは第51回スーパーボウル制覇を果たした。

### サンフランシスコ・フォーティナイナーズ

#### 2017年シーズン
2017年10月30日、ペイトリオッツは2018年ドラフト2巡目指名権との引き換えにガロポロをサンフランシスコ・フォーティナイナーズとのトレードで放出した。
11月26日に行われた第12週シアトル・シーホークス戦で、フォーティナイナーズの先発QBであるC・J・ベサードが試合終了まで残り67秒で負傷し、ガロポロが代わって出場した。ガロポロはこの試合最後のプレーでワイドレシーバー (WR) ルイス・マーフィーへのタッチダウンパスを成功させた。12月3日に行われた第13週シカゴ・ベアーズ戦でガロポロはフォーティナイナーズで初めて先発QBを務め、293パス・ヤードと1インターセプトを記録、試合は15対14でフォーティナイナーズが勝利した。ガロポロは次の第14週ヒューストン・テキサンズ戦でも先発QBを務め、26対16での勝利に貢献した。この試合でガロポロは、パス33回中20回成功、334ヤード、1タッチダウン、1インターセプトを記録した。第15週のテネシー・タイタンズ戦ではパス43回中31回成功、381ヤード、1タッチダウンをマークし、チームは25対23でタイタンズに勝利した。第16週では好調のジャクソンビル・ジャガーズと対戦し、44対33でフォーティナイナーズが勝利を収めた。この試合でガロポロはパス30回中21回を成功、242ヤード、2タッチダウン、1インターセプト、1タッチダウンをマークした。シーズン最終戦ではNFC西地区優勝を決めていたロサンゼルス・ラムズと対戦し、フォーティナイナーズは34対13で勝利した。ガロポロはこの試合で33回のパスを投げて20回成功、292ヤード、2タッチダウン、2インターセプトをマークした。
2017年シーズンのフォーティナイナーズの勝敗は、第12週までは1勝10敗であったものの、ガロポロが先発を務めるようになった第13週からは一転して5連勝を収め、最終的に6勝10敗でシーズンを終えた。
シーズン終了後、ガロポロはフォーティナイナーズのフランチャイズQBとしてチームと5年1億3750万ドル（約149億円）の契約を結んだ。これは年俸ベースではNFL史上最大の契約であった。

#### 2018年シーズン
大型契約からも窺えるように、大きな期待を持って迎えられた2018年シーズンであったが、第3週のカンザスシティ・チーフス戦で左膝前十字靭帯損傷の大怪我を負い、シーズン復帰が絶望となってしまった。
この年はわずか3試合のみの出場となり、89回のパス試投で53回成功で718ヤード、5TD、3INTという成績だった。

#### 2019年シーズン
開幕戦のタンパベイ・バッカニアーズ戦で公式戦復帰すると、この試合で1タッチダウンを挙げ31-17で勝利を挙げた。次戦のシンシナティ・ベンガルズ戦では3タッチダウンを挙げ41-17で勝利を収めた。その後もチームは連勝を積み重ね、第9週のアリゾナ・カージナルス戦では4タッチダウンを挙げ、28-25で勝利し、これで開幕からの連勝は8まで伸びた。翌週のシアトル・シーホークス戦は敗れて連勝が止まるも、翌週のカージナルス戦で再び4タッチダウンを挙げ連敗は免れた。第14週のニューオーリンズ・セインツ戦で三度4タッチダウンを挙げ、週間MVPに選ばれた。第17週のシーホークス戦に勝利したことでチームは7年ぶりの地区優勝が決定した。このシーズンは全16試合に先発出場し、パス3,978ヤード・27TD・13INTという成績で、前年4勝しかできなかったチームをポストシーズンに導いた。
ポストシーズンでは初戦のディビジョナルラウンドでミネソタ・バイキングスと対戦し、1タッチダウンを挙げ27-10で勝利すると、グリーンベイ・パッカーズとのNFCチャンピオンシップゲームでは37-20で勝利し、スーパーボウルに進出した。カンザスシティ・チーフスと対戦した第54回スーパーボウルではタッチダウンを挙げるも、第4Qに逆転を許し20-31で敗れた。

#### 2020年シーズン
第2週のニューヨーク・ジェッツ戦で足首を負傷すると、2試合を欠場した。第5週のマイアミ・ドルフィンズ戦で先発に復帰するも、この試合は前半だけで2インターセプトを喫するなど乱調であった。第7週では古巣・ペイトリオッツ相手に勝ち星を挙げるも、翌週のシーホークス戦では新たに足首に怪我を負い、これ以降の試合出場はなかった。このシーズンは怪我に悩まされ6試合の出場に留まり、チームも地区最下位に沈んだ。

#### 2021年シーズン
シーズン開幕前にチームはドラフト1巡目でQBのトレイ・ランスを指名したが、開幕QBは引き続きガロポロが務めた。チームは開幕2連勝を達成したが、第4週のシーホークス戦で故障し、翌週の試合はランスに先発を譲った。第18週のロサンゼルス・ラムズ戦は勝てばプレーオフ進出、負ければシーズン終了という大一番であった。この試合でチームは試合時間残り30秒で7点を追う展開であったが、ガロポロはジャウアン・ジェニングスにタッチダウンパスを通し同点に追いつくと、オーバータイムでラムズを振り切り27-24で勝利。ワイルドカードでのプレーオフ出場を確定させた。このシーズンは2試合欠場にしたが、15試合出場で3,810ヤード・20タッチダウン・12インターセプトという成績であった。
ポストシーズンでは初戦でダラス・カウボーイズと対戦し、23-17で勝利した。次戦のディビジョナルラウンドではシード1位のグリーンベイ・パッカーズ相手に13-10で勝利し、NFCチャンピオンシップゲームに進出した。同地区ライバルのラムズと対戦したチャンピオンシップでは2つのタッチダウンを挙げるも、3点を追う最後の攻撃シリーズでインターセプトを喫し、17-20で敗退した。
チームを2年ぶりのチャンピオンシップに導いたガロポロであったが、翌2022年シーズンはランスを先発に据え、ガロポロをトレードで放出する方針をチームが打ち出していたため、退団の可能性が報じられた。オフに肩の手術を行った。

#### 2022年シーズン
前述の通りガロポロのトレードを模索していた49ersであったが、肩の手術の影響もあり結局トレードはまとまらず、ガロポロはランスのバックアップとしてチームに残留することとなった。
開幕戦のQBはランスが務めたが、そのランスも第2週のシーホークス戦でシーズン絶望となる怪我を負ったため、翌週からガロポロが先発に復帰した。第8週のラムズ戦はレーティング132.5の活躍で31-14の勝利に貢献した。しかし第13週のドルフィンズ戦で足首を骨折し、翌週から新人QBのブロック・パーディに先発を譲った。オフに5年契約が満了となった。

### ラスベガス・レイダース

#### 2023年シーズン
2023年3月17日にラスベガス・レイダースと3年契約を結んだ。先発QBとして開幕からプレーするも、怪我がちで8週を経てリーグ最多の9インターセプトを喫するなど精彩を欠き、9週目からはルーキーのエイダン・オコンネルに先発QBの座を譲った。シーズン後にレイダースから放出された。

### ロサンゼルス・ラムズ

#### 2024年シーズン
2024年3月19日にロサンゼルス・ラムズと単年契約を結んだ。ただし、身体強化薬物規定違反により、2024年シーズン最初の2試合は出場停止となった。その後もQB1のマシュー・スタッフォードのバックアップとしてシーズンを過ごし、チームの順位が既に決していたレギュラーシーズン最終戦のみでプレーした。

## 詳細情報

### 年度別成績

#### レギュラーシーズン
| 年度      | チーム    | 背 番 号  | 試合 | 試合 | パス      | パス      | パス      | パス        | パス             | パス | パス            | パス   | パス          | パス          | ラン      | ラン        | ラン             | ラン | ファンブル    | ファンブル |
| 年度      | チーム    | 背 番 号  | 出場 | 先発 | 成功 回数 | 試投 回数 | 成功 確率 | 獲得 ヤード | 平均 獲得 ヤード | TD   | インター セプト | サック | サック ヤード | レイテ ィング | 試行 回数 | 獲得 ヤード | 平均 獲得 ヤード | TD   | ファン ブル数 | ロスト     |
| --------- | --------- | --------- | ---- | ---- | --------- | --------- | --------- | ----------- | ---------------- | ---- | --------------- | ------ | ------------- | ------------- | --------- | ----------- | ---------------- | ---- | ------------- | ---------- |
| 2014      | NE        | 10        | 6    | 0    | 19        | 27        | 70.4      | 182         | 6.7              | 1    | 0               | 5      | 36            | 101.2         | 10        | 9           | 0.9              | 0    | --            | --         |
| 2015      | NE        | 10        | 5    | 0    | 1         | 4         | 25.0      | 6           | 1.5              | 0    | 0               | 0      | 0             | 39.6          | 5         | -5          | -1.0             | 0    | --            | --         |
| 2016      | NE        | 10        | 6    | 2    | 43        | 63        | 68.3      | 502         | 8.0              | 4    | 0               | 3      | 15            | 113.3         | 10        | 6           | 0.6              | 0    | 2             | 1          |
| 2017      | SF        | 10        | 6    | 5    | 120       | 178       | 67.4      | 1,560       | 8.8              | 7    | 5               | 8      | 57            | 96.2          | 15        | 11          | 0.7              | 1    | 1             | 0          |
| 2018      | SF        | 10        | 3    | 3    | 53        | 89        | 59.6      | 718         | 8.1              | 5    | 3               | 13     | 97            | 90.0          | 8         | 33          | 4.1              | 0    | 4             | 0          |
| 2019      | SF        | 10        | 16   | 16   | 329       | 476       | 69.1      | 3,978       | 8.4              | 27   | 13              | 36     | 237           | 102.0         | 46        | 62          | 1.3              | 1    | 10            | 5          |
| 2020      | SF        | 10        | 6    | 6    | 94        | 140       | 67.1      | 1,096       | 7.8              | 7    | 5               | 11     | 77            | 92.4          | 10        | 25          | 2.5              | 0    | 2             | 0          |
| 2021      | SF        | 10        | 15   | 15   | 301       | 441       | 68.3      | 3,810       | 8.6              | 20   | 12              | 29     | 201           | 98.7          | 38        | 51          | 1.4              | 3    | 8             | 3          |
| 2022      | SF        | 10        | 11   | 10   | 207       | 308       | 67.2      | 2,437       | 7.9              | 16   | 4               | 18     | 100           | 103.0         | 23        | 33          | 1.5              | 2    | 3             | 2          |
| 2023      | LV        | 10        | 7    | 6    | 110       | 169       | 65.1      | 1,205       | 7.1              | 7    | 9               | 14     | 101           | 77.6          | 20        | 39          | 2.0              | 0    | 1             | 0          |
| NFL：10年 | NFL：10年 | NFL：10年 | 81   | 63   | 1,277     | 1,895     | 67.4      | 15,494      | 8.2              | 94   | 51              | 137    | 921           | 97.6          | 185       | 264         | 1.4              | 7    | 31            | 11         |

- 2023年度シーズン終了時
- 太字は自身最高記録

#### ポストシーズン
| 年度 | チーム | 試合 | 試合 | パス      | パス      | パス      | パス        | パス             | パス | パス            | パス   | パス          | パス          | ラン      | ラン        | ラン             | ラン | ファンブル    | ファンブル |
| 年度 | チーム | 出場 | 先発 | 成功 回数 | 試投 回数 | 成功 確率 | 獲得 ヤード | 平均 獲得 ヤード | TD   | インター セプト | サック | サック ヤード | レイテ ィング | 試行 回数 | 獲得 ヤード | 平均 獲得 ヤード | TD   | ファン ブル数 | ロスト     |
| ---- | ------ | ---- | ---- | --------- | --------- | --------- | ----------- | ---------------- | ---- | --------------- | ------ | ------------- | ------------- | --------- | ----------- | ---------------- | ---- | ------------- | ---------- |
| 2014 | NE     | 1    | 0    | 0         | 0         | 0.0       | 0           | 0.0              | 0    | 0               | 0      | 0             | 0.0           | 0         | 0           | 0.0              | 0    | 0             | 0          |
| 2019 | SF     | 3    | 3    | 37        | 58        | 63.8      | 427         | 7.4              | 2    | 3               | 4      | 26            | 75.9          | 10        | 1           | 0.1              | 0    | 0             | 0          |
| 2021 | SF     | 3    | 3    | 43        | 74        | 58.1      | 535         | 7.2              | 2    | 3               | 4      | 25            | 72.7          | 2         | 5           | 2.5              | 0    | 0             | 0          |
| 計   | 計     | 7    | 6    | 80        | 132       | 60.6      | 962         | 7.3              | 4    | 6               | 8      | 51            | 74.1          | 12        | 6           | 1.3              | 0    | 0             | 0          |

- 2021年度シーズン終了時
- 太字はスーパーボウル出場